# 川本克彦
川本 克彦（かわもと かつひこ、1966年2月11日 - ）は、日本の俳優、声優である。テアトル・エコー所属。愛媛県出身。

## 人物
日本工学院専門学校演劇科卒業、明治大学法学部法律学科中退。
方言は伊予弁。
趣味はウエイトトレーニング。特技は空手（心体育道）。猫を飼っている。

## 出演
太字はメインキャラクター。

### 舞台
- 狂っているのは誰？
- ざ ちぇんじ！
- ちゃんとした道
- もやしの唄
- 半変化束恋道中
- 池袋モンパルナス（劇団銅鑼）
- 火あぶり（シアターX名作劇場）
- 熱狂（劇団チョコレートケーキ）

### テレビアニメ
2000年
- 金田一少年の事件簿（金田昌平）
- STRANGE DAWN（ヂョーグ）

2003年
- 無限戦記ポトリス（ドラゴンブルー）

2005年
- ギャラリーフェイク（矢野）
- CLUSTER EDGE（ヒューゲル）

2006年
- NARUTO -ナルト-（ルイガ）

2007年
- 結界師（左金）
- 獣神演武 -HERO TALES-（陳情）
- NARUTO -ナルト- 疾風伝（デイダラ）

2008年
- ゴルゴ13（マクラグレン）

2009年
- スレイヤーズEVOLUTION-R（客A）
- 毎日かあさん（親戚）
- ミチコとハッチン（ベン）

2012年
- NARUTO -ナルト- SD ロック・リーの青春フルパワー忍伝（デイダラ）

2013年
- トレインヒーロー（キャプテン・アクネ）

2016年
- ルパン三世 PART IV（若いマーティン）

2025年
- 謎解きはディナーのあとで（神原聡）

### 劇場アニメ
- 劇場版 NARUTO -ナルト- ロード・トゥ・ニンジャ（2012年、デイダラ）

### Webアニメ
- 無限の住人-IMMORTAL-（2020年、咲楽）

### ゲーム
2005年
- うるるんクエスト恋遊記（白銀）

2006年
- エースコンバット・ゼロ ザ・ベルカン・ウォー（デトレフ・フレイジャー）
- ラスト・エスコート（水無月）

2007年
- NARUTO -ナルト- 疾風伝 最強忍者大結集5 決戦!“暁”（デイダラ）
- NARUTO -ナルト- 疾風伝 ナルティメットアクセル2（デイダラ）

2008年
- NARUTO -ナルト- 疾風伝 最強忍者大結集 激突!!ナルトVSサスケ（デイダラ）
- NARUTO -ナルト- 疾風伝 忍列伝II（デイダラ）

2009年
- NARUTO -ナルト- 疾風伝 ナルティメットアクセル3（デイダラ）
- NARUTO -ナルト- 疾風伝 忍列伝III（デイダラ）

2010年
- NARUTO -ナルト- 疾風伝 ナルティメットストーム2（デイダラ）
- NARUTO -ナルト- 疾風伝 忍術全開!チャクラッシュ!!（デイダラ）

2011年
- NARUTO -ナルト- 疾風伝 ナルティメットインパクト（デイダラ）

2012年
- NARUTO -ナルト- 疾風伝 ナルティメットストームジェネレーション（デイダラ）

2013年
- NARUTO -ナルト- 疾風伝 ナルティメットストーム3（デイダラ）

2014年
- NARUTO -ナルト- 疾風伝 ナルティメットストームレボリューション（デイダラ）

2016年
- NARUTO -ナルト- 疾風伝 ナルティメットストーム4（デイダラ）

2021年
- テイルズ オブ アライズ（メネック）

### 吹き替え

#### 担当俳優
ジェット・リー（リー・リンチェイ）
- カンフー・カルト・マスター 魔教教主（マク・モウケイ〈張無忌〉）※DVD版
- ダニー・ザ・ドッグ（ダニー）※ソフト版
- 伝説の香港映画コレクション1〜5
- マスター・オブ・リアル・カンフー 大地無限（君宝〈クンパオ＝張三丰〉）※DVD版
- ラスト・ヒーロー・イン・チャイナ 烈火風雲（ウォン・フェイフォン〈黄飛鴻〉）※DVD版
- レジェンド・オブ・フラッシュ・ファイター 格闘飛龍 方世玉（フォン・サイヨ〈方世玉〉）※DVD版
- レジェンド・オブ・フラッシュ・ファイター 電光飛龍 方世玉2（フォン・サイヨ〈方世玉〉）※DVD版

ドーナル・グリーソン
- エコー・バレー（ジャッキー）
- スター・ウォーズシリーズ（ハックス将軍）
  - スター・ウォーズ/フォースの覚醒
  - スター・ウォーズ/最後のジェダイ
  - スター・ウォーズ/スカイウォーカーの夜明け

ベン・ウィショー
- 007シリーズ （Q）
  - 007 スカイフォール
  - 007 スペクター
  - 007/ノー・タイム・トゥ・ダイ

- ブラック・ダヴ（サム）

#### 映画
- アクロス・ザ・ユニバース（マックス〈ジョー・アンダーソン〉）
- イケてる私とサエない僕
- エバーラスティング 時をさまようタック
- キャット・ピープル（ジョー〈エド・ベグリー・ジュニア〉）※DVD版
- キャプティビティ（ゲリー・デクスター〈ダニエル・ギリス〉）
- キング・コング（マイク）
- グッド・シェパード（アーチ・カミングス〈ビリー・クラダップ〉）
- 作戦 The Scam（ファン・ジョング〈パク・ヒスン〉）
- 13時間 ベンガジの秘密の兵士（クリス・パラント〈パブロ・シュレイバー〉）
- 死霊のえじき（テッド・フィッシャー〈ジョン・アンプラス〉[12]）※BD版
- ステップフォード・ワイフ
- ゼア・ウィル・ビー・ブラッド
- セブンデイズ（キム・ソンヨル〈パク・ヒスン〉）
- ソウル・サーファー（ノア・ハミルトン〈ロス・トーマス〉）
- ダブリン上等!（ジョン〈キリアン・マーフィー〉）
- 007シリーズ
  - 007 カジノロワイヤル (1967年の映画)（イヴリン・トレンブル〈ピーター・セラーズ〉）※2016年新録版
  - 007 カジノ・ロワイヤル（ヴィリアーズ〈トビアス・メンジーズ〉）※テレビ朝日版
- ツインズ・エフェクト（リーヴ〈イーキン・チェン〉）
- ディセンバー・ボーイズ（フィアレス〈サリバン・ステイプルトン〉）
- トップ・ランナー（マルキー〈ビリー・ボイド〉）
- ナポレオン（ポール・バラス〈タハール・ラヒム〉）
- ニューヨーク・ミニット（トレイ・リプトン〈ジャレッド・パダレッキ〉）
- 陽のあたる場所（ジョージ・イーストマン〈モンゴメリー・クリフト〉）
- ファイナル・デスティネーション（ジョージ・ワグナー〈ブレンダン・フェア〉）※DVD版
- フットルース（レン・マコーミック〈ケヴィン・ベーコン〉）※DVD版
- ホワイト・プリンセス（ジェームズ）
- マーサの幸せレシピ
- マーティン/呪われた吸血少年（マーティン〈ジョン・アンプラス〉[13]）※BD版
- マインドハンター（ルーカス・ハーパー〈ジョニー・リー・ミラー〉）
- ミルク（ジャック・ライラ〈ディエゴ・ルナ〉）
- 赦されし者（リチャード・ギャロウェイ〈マット・スミス〉）
- ライフ・オブ・デビッド・ゲイル（ザック〈ガブリエル・マン〉）
- レイクビュー・テラス 危険な隣人（クリス・マットソン〈パトリック・ウィルソン〉）

#### ドラマ
- ALCATRAZ/アルカトラズ（E・B・テイラー副所長〈ジェイソン・バトラー・ハーナー〉）
- ER緊急救命室シリーズ
  - シーズン6 #15（トム〈ケイシー・ルイス〉）
  - シーズン10 #7（メイサー〈ロジャー・ラニー〉）
  - シーズン11 #3（タニー〈マイケル・レイモンド＝ジェームズ〉）
  - シーズン12 #16（アーサー〈ジェイ・バーンズ〉）
- イヴのすべて（キム・ウジン）
- イケてる私とサエない僕
- THE EVENT/イベント（サイモン・リー〈イアン・アンソニー・デイル〉）
- WITHOUT A TRACE/FBI 失踪者を追え!
  - シーズン1 #12（ポール）
  - シーズン3 #15（トニー）
  - シーズン5 #9（エリック）、#22（クリストファー・マニングス判事〈ローレン・ディーン〉）
- エバーウッド 遥かなるコロラド（ジェイク）
- FBI: 特別捜査班
- 恐竜SFドラマ プライミーバル（スティーブン・ハート〈ジェームズ・マレー〉）
- エンジェル・イン・アメリカ　(ジョー・ピット)  〈パトリック・ウィルスン〉
- クリミナル・マインド2 FBI行動分析課 #14, 15〈トバイアス・ヘンケル（ジェームズ・ヴァン・ダー・ビーク〉）
- クリミナル・マインド5 FBI行動分析課 #18（ミック・ローソン〈マット・ライアン〉）
- クリミナル・マインド 特命捜査班レッドセル（ミック・ローソン〈マット・ライアン〉）
- ザ・パシフィック（シドニー・フィリップス一等兵〈アシュトン・ホームズ〉）
- ザ・ホワイトハウス
- CSI:ニューヨーク
- ジェームズ・ボンドを夢見た男（ピーター・フレミング〈ルパート・エヴァンス〉[14]）
- 続ハリーズ・ロー 裏通り法律事務所
- チーター・ガールズ
- TOUCH/タッチ（カルヴィン・ノーバーグ〈ルーカス・ハース〉）
- ドーソンズ・クリーク
- 24 -TWENTY FOUR- シーズン5（スペンサー・ウルフ）
- トンイ（チェ・ドンジュ）
- 脳外科モンロー（シェパード）
- バフィー 〜恋する十字架〜
- 4400 未知からの生還者（ショーン・ファレル〈パトリック・フリューガー〉）
- プライベート・プラクティス4（ダニエル）
- プライベート・プラクティス5（ザック）
- ブラザーズ&シスターズ（ロバート・マキャリスター〈ロブ・ロウ〉）
- ブレイド ブラッド・オブ・カソン（マーカス〈ニール・ジャクソン〉）
- ブロードチャーチ〜殺意の町〜（アレック・ハーディ〈デヴィッド・テナント〉）※DVD版
- 星に願いを（アン・ジェウク）
- ボディ・オブ・プルーフ2 死体の証言（クリス）
- マンハント（ジム・“フィッツ”・フィッツジェラルド〈サム・ワーシントン〉[15]）
- ミス・マープル 書斎の死体
- ライン・オブ・ビューティ 愛と欲望の境界線（アントワーヌ‘ワニー‘オラジ）
- ROME［ローマ］（マイケナス）

#### アニメ
- スター・ウォーズ レジスタンス（ハックス将軍）
- スピリット
- モアナと伝説の海（浜辺の村人1）
- LEGO スター・ウォーズ/ホリデー・スペシャル（ハックス将軍）

### テレビ番組
- ディスカバリーチャンネル『名車再生！クラシックカー・ディーラーズ』（エド・チャイナ）
- ディスカバリーチャンネル『名車再生！あの車は今』（エド・チャイナ）
- ディスカバリーチャンネル『#シーマレストア～伊藤かずえの名車再生～』（ナレーション）
- NHK高校講座「ビジネス基礎」（ナレーション）
- 『千原ジュニアの 名車再生！プロジェクト』（ナレーション）

### その他コンテンツ
- スター・ツアーズ:ザ・アドベンチャーズ・コンティニュー（ハックス将軍）